# 복숭아 (작곡가)
복숭아 또는 복숭아 프리젠트는 대한민국의 영화 음악 창작 공동체이다. 2002년 3월 정식으로 결성된 이래 활발히 활동하고 있으며, 강기영(달파란), 방준석, 이병훈, 장민승, 장영규 다섯 명으로 구성되어 있다.

## 구성원
- 강기영(달파란)

밴드 시나위, H2O, 삐삐밴드, 삐삐롱스타킹에서 활동했고, 테크노 음악에 심취한 뒤 DJ 달파란의 이름으로 앨범 《휘파람 별》을 발표했다.
- 방준석

1994년부터 1996년까지 이승열과 함께 모던 록 밴드 유앤미블루에서 활동했다. 유앤미블루 2집 수록곡인 〈그대 영혼에〉가 영화 《아름다운 청년 전태일》에 삽입되었다.
- 이병훈

1994년에 만난 장영규와 함께 1996년 신스 팝 성향의 밴드 도마뱀을 결성해 활동했다. 1998년 펑크 록 밴드 코끼리로 활동했고, 대중가요를 작곡하면서 뮤지컬, 연극, 광고 음악 작곡자로서도 활발히 활동했다. 2002년 발매된 위치스의 1집 앨범의 제작을 맡았다. 《8월의 크리스마스》에 삽입된 산울림의 노래 〈창문 너머 어렴풋이 옛 생각이 나겠지요〉를 편곡했다.
- 장민승

정재일, 인디밴드 퍼필과 함께 했던 밴드 신속배달의 곡이 장선우의 《나쁜 영화》에 소개됐다. 황신혜 밴드의 2집 앨범에 베이스 연주를 했다. 복숭아에서는 창작에는 참여하지 않고 기획, 판권 업무 등의 매니지먼트를 맡고 있다. 가구 디자이너로서 활동하고 있기도 하다.
- 장영규

이병훈과 함께 도마뱀에서 활동했으며, 1997년 백현진, 원일과 함께 어어부 밴드를 결성했다. 어어부 밴드는 1998년 원일이 탈퇴하고 어어부 프로젝트 사운드, 어어부 프로젝트의 순서로 이름을 바꾸면서 활동하고 있다. 어어부 밴드의 1집 수록곡 〈아름다운 '세상에' 어느 가족 줄거리〉가 장선우의 《나쁜 영화》에 삽입되었다.

## 참여 작품
복숭아는 복숭아의 이름을 걸지 않고 구성원 개인이 주축이 되어 다른 구성원이 이를 도와주는 작업 형식을 취하고 있다. 따라서 내용에는 구성원의 작업을 모두 수록하기로 한다.
- 1999, 《텔 미 썸딩》. 방준석
- 1999, 《컷 런스 딥》. 달파란
- 2001, 《복수는 나의 것》. 장영규(어어부 프로젝트)
- 2002, 《반칙왕》. 장영규(어어부 프로젝트)
- 2002, 《후아유》. 방준석
- 2002, 《YMCA 야구단》. 방준석
- 2002, 《해안선》. 장영규
- 2002, 《철없는 아내와 파란만장한 남편 그리고 태권소녀》. 장영규, 어어부 프로젝트
- 2003, 《봄이 오면》. 방준석, 장영규
- 2003, 《4인용 식탁》. 장영규
- 2003, 《...ing》. 방준석
- 2004, 《라이어》. 이병훈, 장민승
- 2004, 《알포인트》. 달파란
- 2004, 《쓰리, 몬스터》. 이병훈
- 2004, 《달마야 서울가자》. 방준석
- 2004, 《얼굴 없는 미녀》. 장영규, 장민승
- 2004, 《귀여워》. 이병훈
- 2005, 《가능한 변화들》. 이병훈
- 2005, 《주먹이 운다》. 방준석
- 2005, 《너는 내 운명》. 방준석
- 2005, 《달콤한 인생》. 달파란, 장영규
- 2005, 《태풍태양》. 달파란, 박민준
- 2005, 《여고괴담 4:목소리》. 이병훈, 장영규
- 2005, 《광식이 동생 광태》. 이병훈
- 2005, 《소년, 천국에 가다》. 달파란, 장영규
- 2005, 《마스크 속, 은밀한 자부심》. 장영규
- 2006, 《짝패》. 방준석
- 2006, 《아치와 씨팍》. 복숭아
- 2006, 《강적》. 달파란, 장영규
- 2006, 《다세포 소녀》. 장영규
- 2006, 《구미호 가족》. 복숭아
- 2006, 《아이스케키》. 이병훈
- 2006, 《타짜》. 장영규
- 2006, 《라디오스타》. 방준석
- 2006, 《후회하지 않아》. 이병훈
- 2006, 《올드미스 다이어리(극장판)》. 이병훈
- 2007, 《바람 피기 좋은 날》. 방준석
- 2007, 《극락도 살인사건》. 방준석
- 2007, 《두 얼굴의 여친》. 방준석